# Veliki Brijun
Veliki Brijun (italsky Brioni Maggiore) je neobydlený ostrov v Jaderském moři. Je součástí Chorvatska a leží v Istrijské župě, naproti letoviskům Fažana, Valbandon a Štinjan (součást Puly). Je největším ostrovem souostroví Brijuni a celé Istrijské župy. Je též součástí národního parku Brijuni. Ostrov není trvale obydlen. Okolo ostrova se nachází mnoho malých zátok, jako jsou Ribnjak, Luka Brijuni, Verige, Kozlac, Rankun, Kosir, Soline, Javorika, Borova, Trstike, Jezero, Dražica, Draga, Uvala Draga, Dobrika, Gospa, Slana, Vranjak a Vrbanj.
I když ostrov není trvale obydlen, nachází se na něm mnoho turistických atrakcí a rekreačních zařízení. Známý je např. zdejší safari park, kde jsou chovány zebry a mnoho dalších druhů exotických zvířat. Dalšími zajímavými místy jsou zříceniny kostelů sv. Marie a sv. Petra na západě ostrova, zřícenina římské vily u zátoky Verige, rozhledna Austrougarski vidikovac, archeologické naleziště Bizantski kastrum (byzantské castrum), starověká studna Rimski bunar, forty Peneda a Tegetthoff, kaple svatého Germana, tzv. Brijunská středozemní zahrada, jezírko Brijunska bara a muzeum Izložbe. Dále se zde nachází golfové hřiště, fotbalové hřiště, tenisové kurty, několik apartmánů, restaurací, kavárna, půjčovna kol a malý přístav, propojený s přístavem ve Fažaně.